# Йоель Андерссон
Ерік Йоель Андерссон (швед. Eric Joel Andersson, нар., 11 листопада 1996, Гетеборг, Швеція) — шведський футболіст, фланговий захисник болгарського «Лудогорця».

## Ігрова кар'єра

### Клубна
Йоель Андерссон народився у місті Гетеборг. Він є вихованцем місцевих клубів «Вестра Фрелунда» та «Геккен». Саме у складі «Геккена» Андерссон і дебютував у Аллсвенскан у квітні 2015 року. Своєю грою Андерссон допоміг клубу виграти національний кубок у 2016 році.
Влітку 2018 року Андерссон приєднався до складу данського клубу «Мідтьюлланн». Сума трансферу склала близько 1,3 млн. євро.

### Збірна
Йоель Андерссон грав за юнацькі та молодіжну збірні Швеції. 8 січня 2019 року у товариському матчі проти команди Фінляндії Андерссон дебютував у національній збірній Швеції.

## Досягнення
Геккен
 Переможець Кубка Швеції: 2015/16
Мідтьюлланн
 Чемпіон Данії: 2019/20
 Переможець Кубка Данії: 2018/19, 2021/22